# 1808 год
1808 (ты́сяча восемьсо́т восьмо́й) год  по григорианскому календарю — високосный год, начинающийся в пятницу. Это 1808 год нашей эры, 8‑й год 1‑го десятилетия XIX века 2‑го тысячелетия, 9‑й год 1800‑х годов. Он закончился 217 лет назад.
| Пн | Вт | Ср | Чт | Пт | Сб | Вс |
|    |    |    |    | 1  | 2  | 3  |
| 4  | 5  | 6  | 7  | 8  | 9  | 10 |
| 11 | 12 | 13 | 14 | 15 | 16 | 17 |
| 18 | 19 | 20 | 21 | 22 | 23 | 24 |
| 25 | 26 | 27 | 28 | 29 | 30 | 31 |

| Пн | Вт | Ср | Чт | Пт | Сб | Вс |
| 1  | 2  | 3  | 4  | 5  | 6  | 7  |
| 8  | 9  | 10 | 11 | 12 | 13 | 14 |
| 15 | 16 | 17 | 18 | 19 | 20 | 21 |
| 22 | 23 | 24 | 25 | 26 | 27 | 28 |
| 29 |    |    |    |    |    |    |

| Пн | Вт | Ср | Чт | Пт | Сб | Вс |
|    | 1  | 2  | 3  | 4  | 5  | 6  |
| 7  | 8  | 9  | 10 | 11 | 12 | 13 |
| 14 | 15 | 16 | 17 | 18 | 19 | 20 |
| 21 | 22 | 23 | 24 | 25 | 26 | 27 |
| 28 | 29 | 30 | 31 |    |    |    |

| Пн | Вт | Ср | Чт | Пт | Сб | Вс |
|    |    |    |    | 1  | 2  | 3  |
| 4  | 5  | 6  | 7  | 8  | 9  | 10 |
| 11 | 12 | 13 | 14 | 15 | 16 | 17 |
| 18 | 19 | 20 | 21 | 22 | 23 | 24 |
| 25 | 26 | 27 | 28 | 29 | 30 |    |

| Пн | Вт | Ср | Чт | Пт | Сб | Вс |
|    |    |    |    |    |    | 1  |
| 2  | 3  | 4  | 5  | 6  | 7  | 8  |
| 9  | 10 | 11 | 12 | 13 | 14 | 15 |
| 16 | 17 | 18 | 19 | 20 | 21 | 22 |
| 23 | 24 | 25 | 26 | 27 | 28 | 29 |
| 30 | 31 |    |    |    |    |    |

| Пн | Вт | Ср | Чт | Пт | Сб | Вс |
|    |    | 1  | 2  | 3  | 4  | 5  |
| 6  | 7  | 8  | 9  | 10 | 11 | 12 |
| 13 | 14 | 15 | 16 | 17 | 18 | 19 |
| 20 | 21 | 22 | 23 | 24 | 25 | 26 |
| 27 | 28 | 29 | 30 |    |    |    |

| Пн | Вт | Ср | Чт | Пт | Сб | Вс |
|    |    |    |    | 1  | 2  | 3  |
| 4  | 5  | 6  | 7  | 8  | 9  | 10 |
| 11 | 12 | 13 | 14 | 15 | 16 | 17 |
| 18 | 19 | 20 | 21 | 22 | 23 | 24 |
| 25 | 26 | 27 | 28 | 29 | 30 | 31 |

| Пн | Вт | Ср | Чт | Пт | Сб | Вс |
| 1  | 2  | 3  | 4  | 5  | 6  | 7  |
| 8  | 9  | 10 | 11 | 12 | 13 | 14 |
| 15 | 16 | 17 | 18 | 19 | 20 | 21 |
| 22 | 23 | 24 | 25 | 26 | 27 | 28 |
| 29 | 30 | 31 |    |    |    |    |

| Пн | Вт | Ср | Чт | Пт | Сб | Вс |
|    |    |    | 1  | 2  | 3  | 4  |
| 5  | 6  | 7  | 8  | 9  | 10 | 11 |
| 12 | 13 | 14 | 15 | 16 | 17 | 18 |
| 19 | 20 | 21 | 22 | 23 | 24 | 25 |
| 26 | 27 | 28 | 29 | 30 |    |    |

| Пн | Вт | Ср | Чт | Пт | Сб | Вс |
|    |    |    |    |    | 1  | 2  |
| 3  | 4  | 5  | 6  | 7  | 8  | 9  |
| 10 | 11 | 12 | 13 | 14 | 15 | 16 |
| 17 | 18 | 19 | 20 | 21 | 22 | 23 |
| 24 | 25 | 26 | 27 | 28 | 29 | 30 |
| 31 |    |    |    |    |    |    |

| Пн | Вт | Ср | Чт | Пт | Сб | Вс |
|    | 1  | 2  | 3  | 4  | 5  | 6  |
| 7  | 8  | 9  | 10 | 11 | 12 | 13 |
| 14 | 15 | 16 | 17 | 18 | 19 | 20 |
| 21 | 22 | 23 | 24 | 25 | 26 | 27 |
| 28 | 29 | 30 |    |    |    |    |

| Пн | Вт | Ср | Чт | Пт | Сб | Вс |
|    |    |    | 1  | 2  | 3  | 4  |
| 5  | 6  | 7  | 8  | 9  | 10 | 11 |
| 12 | 13 | 14 | 15 | 16 | 17 | 18 |
| 19 | 20 | 21 | 22 | 23 | 24 | 25 |
| 26 | 27 | 28 | 29 | 30 | 31 |    |

## События
- Пеллегрино Турри создал собственную печатную машину.

### Январь
- 1 января — во Франции введён Коммерческий кодекс[1].
- 11 января — Наполеон издал Тюильрийский декрет, подтверждающий Берлинский и Миланский декреты о континентальной блокаде[1].
- 24 января — король Португалии Жуан VI и правительство Португалии под охраной британского флота прибыли в Бразилию[2].
- 25 января — в Испании сообщники принца Фердинанда Астурийского сосланы королём в различные замки и монастыри[1].
- 26 января — в Австралии произошёл так называемый «ромовый мятеж».
- 28 января — порты португальской Бразилии открыты для торговли с другими странами[2].

### Февраль
- 20 февраля — началась Русско-шведская война[3].

### Март
- 1 марта
  - Наполеон издал указ об организации имперского дворянства[1].
  - В США отменён закон об эмбарго и запрещены отношения с Англией[4].
- 16 марта — король Испании Карл IV издал прагматическую санкцию, в которой утверждал, что решил остаться со своими подданными, но в действительности он спешно готовится к бегству[1].
- 17 марта — в Аранхуэсе схвачены народом король Испании Карл IV, королева и фактический правитель страны генералиссимус Мануэль Годой[5].
- 19 марта — король Испании Карл IV отрёкся от престола в пользу своего сына Фердинанда VII. Мануэль Годой отправлен в тюрьму.
- 23 марта — армия маршала Мюрата вошла в Мадрид[5].
- 27 марта — Наполеон предложил престол Испании своему брату Луи Бонапарту[1].

### Апрель
- 1 апреля — в Бразилии издан указ о свободе предпринимательства[2].
- 10 апреля — бывший король Испании Карл IV выехал из Мадрида в Байонну для свидания с Наполеоном[1].
- 12 апреля — в США принят закон об увеличении армии и флота[4].
- 22 апреля — Франция и Вестфальское королевство заключили договор о размерах контрибуции[6].
- 30 апреля — бывший король Испании Карл IV прибыл в Байонну, где уже находился король Испании Фердинанд VII. Начало их переговоров с Наполеоном[1].

### Май
- 1 мая

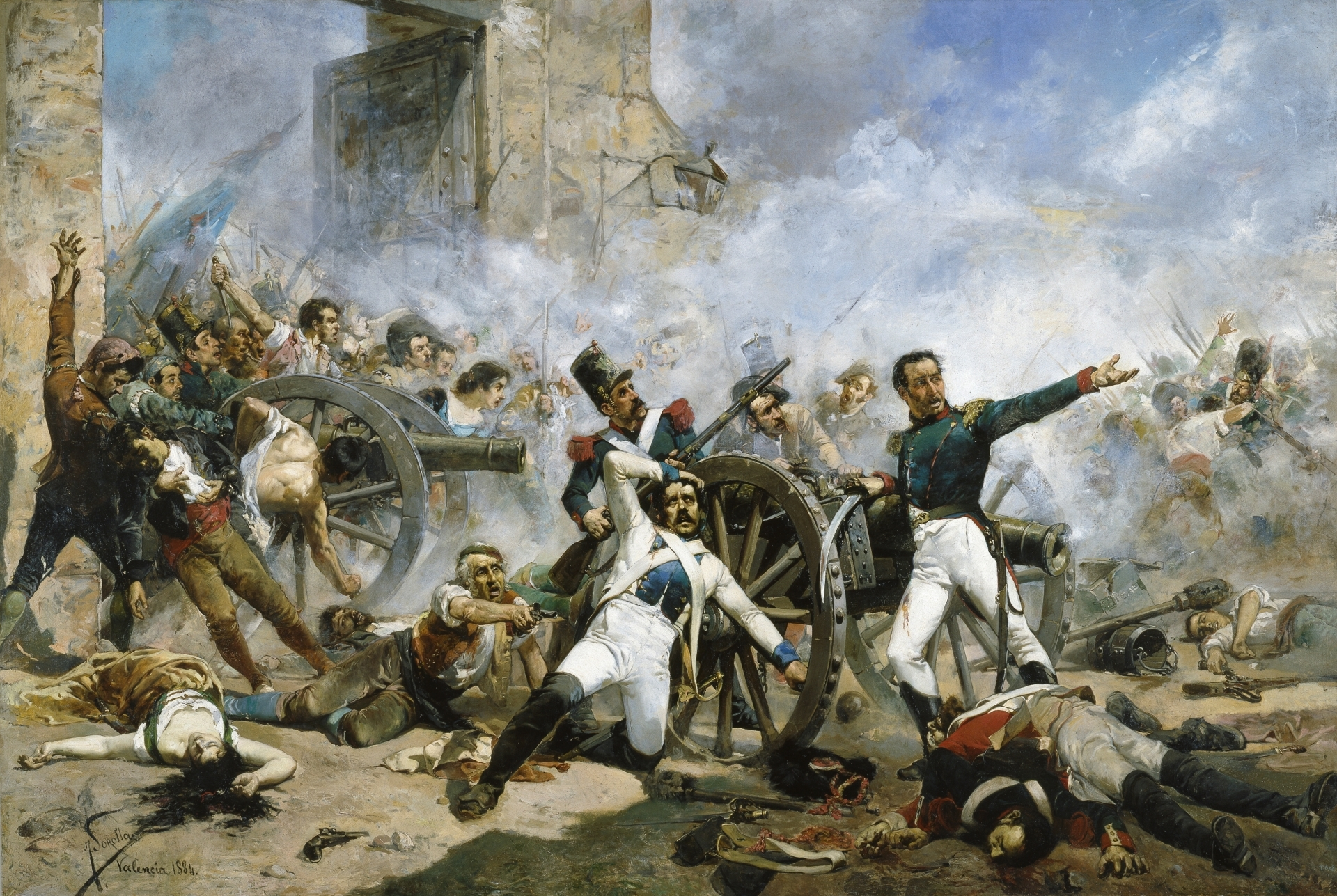
2 мая: антифранцузское восстание в Мадриде. Испанская артиллерия во время защиты парка Монтелеон. Смерть Педро Веларде. Картина испанского художника Хоакина Сорольи

  - В Великом герцогстве Варшавском введён французский Гражданский кодекс[7].
  - Введена конституция Баварии, предусматривавшая создание парламента[6].
- 2 мая — в Мадриде вспыхнуло антифранцузское восстание. Подавлено войсками маршала Мюрата, но стало началом антинаполеоновской войны испанского народа[5].
- 10 мая — Наполеон приказал своему брату Жозефу Бонапарту отбыть в Мадрид и занять престол Испании, а маршал Иоахим Мюрат отправлен в Неаполь, чтобы сменить Жозефа Бонапарта на троне короля Неаполитанского королевства[8]. Король Испании Фердинанд VII отрёкся от престола[1].
- 12 мая
  - В Бордо испанские инфанты Карлос и Антонио отреклись от прав на испанскую корону[1].
  - В Пруссии создан ландвер и отменены телесные наказания в армии[9].
- 17 мая — Рим и прилегающая область присоединены к Франции[1].
- 24 мая — в Манчестере начались столкновения ткачей, требовавших установления минимума заработной платы, с предпринимателями[10].
- 30 мая — Тоскана присоединена к Франции[1].

### Июнь
- 6 июня — Наполеон декретом возвёл на испанский престол своего брата Жозефа Бонапарта[1].
- 8 июня — во Франции раскрыт заговор с целью восстановления республики[1].
- 15 июня — французская армия в Испании начала осаду Сарагосы[1].
- 20 июня — заключён торговый договор между Францией и Итальянским королевством[1].
- 25 июня — в Байонне Наполеоном созвана испанская хунта для составления конституции Испании[1].

### Июль

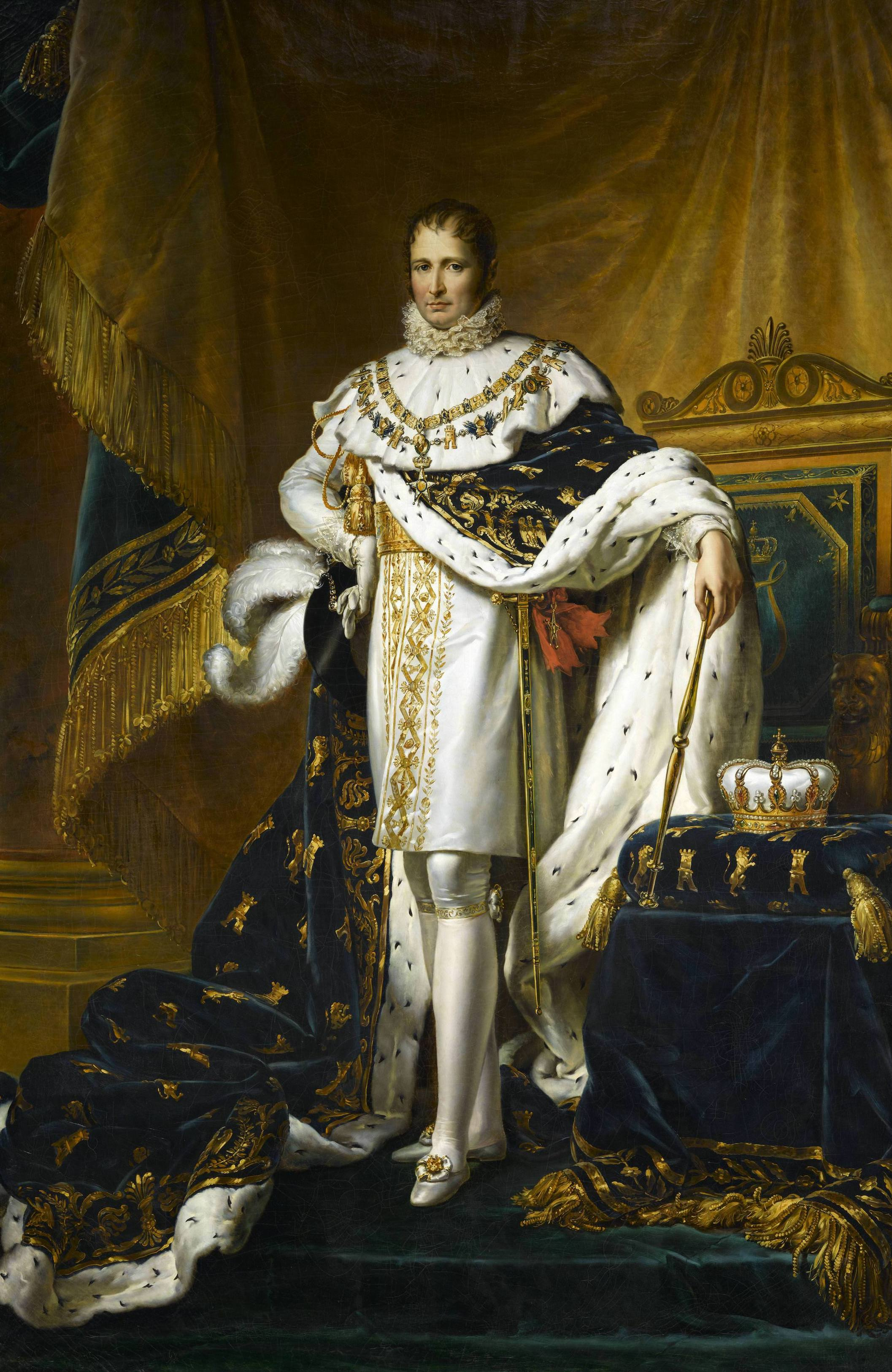
Жозеф Бонапарт, король Испании. Картина Франсуа Жерара

- 7 июля — опубликована Байоннская конституция Испании, составленная по приказу Наполеона[1].
- 9 июля — Жозеф Бонапарт пересёк границу Испании[1].
- 14 июля — французский маршал Жан-Батист Бессьер разбил испанцев под началом Блейка и Куэсты в битве при Медина дель Рио Секо[11].
- 15 июля — миссия Наполеона прибыла в Каракас (испанское вице-королевство Новая Гранада)[12].
- 20 июля
  - Жозеф Бонапарт прибыл в Мадрид[1].
  - Французские войска дивизионного генерала Пьера Дюпона разбиты испанцами при Байлене (Битва при Байлене)[13].
- 28 июля — во время переворота в Стамбуле убиты султан Османской империи Мустафа IV и бывший султан Селим III. Престол занял Махмуд II[14].

### Август
- 1 августа — Жозеф Бонапарт бежал из Мадрида[1].
- 6 августа — британские войска герцога Веллингтона высадились в Португалии в устье реки Мондегу[1].
- 8 августа — в Португалии высадились британские войска Брента Спенсера[1].
- 9 августа — хунта именитых граждан Мексики приняла постановление о неподчинении приказам Наполеона[12].
- 21 августа
  - При Карстуле произошло одно из ключевых сражений Русско-шведской войны 1808—1809 гг., между частями русской императорской армии под началом генерала Е. И. Властова и шведскими войсками под командованием Хенрика Отто фон Фрианда[15].
  - Герцог Веллингтон в битве при Вимейру нанёс поражение французской армии генерала Жана Жюно. Жюно отошёл к Торреш-Ведраш[1].
  - В Аргентине принят акт о верности королю Испании Фердинанду VII[16].
- 28 августа — попытка восстания мамелюков в Египте[14].
- 30 августа — генерал Жан Жюно подписал в Синтре соглашение с англичанами, по которому его армия прекращала военные действия в Португалии и на британских судах эвакуировалась во Францию[1].

### Сентябрь

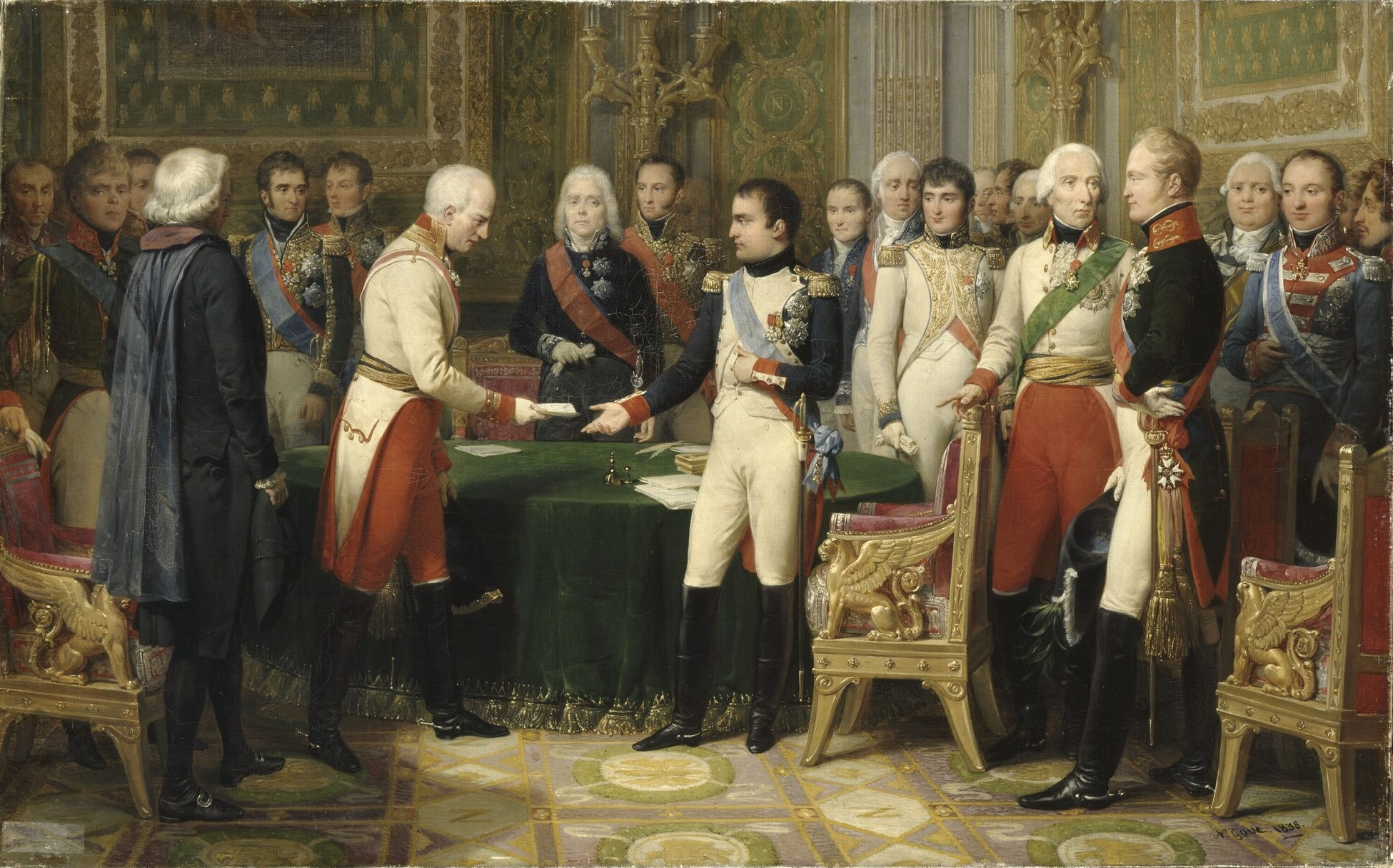
Эрфуртский конгресс. Наполеон принимает посла Австрии в присутствии Александра I. Картина французского художника Николя Госсе

- 1 сентября — в ходе русско-шведской войны 1808—1809 гг., при Куортане произошло сражение между шведскими войсками под началом генерала Адлеркрейца и частями русской императорской армии под командованием графа Каменского[17].
- 8 сентября — франко-прусский договор о выводе французской армии из Пруссии, выплате Пруссией контрибуции и сокращении прусской армии[1].
- 15 сентября — восстание в Мехико. Испанский вице-король Мексики Хосе де Итурригарай арестован в своём дворце, взятом штурмом[12].
- 21 сентября — муниципалитет Монтевидео сформирировал Правительственную хунту во главе с Франсиско Хавьером де Элио и объявил о независимости провинции от Буэнос-Айреса[18].
- 25 сентября — в Аранхуэсе в Испании сформирована Центральная хунта ставшая организатором борьбы за независимость от наполеоновской Франции[1].
- 27 сентября — Наполеон и император всероссийский Александр I встретились в Эрфурте на конгрессе Рейнского союза[19].

### Октябрь
- 12 октября — открыт Банк Бразилии (Banco do Brasil) — крупнейший коммерческий банк Бразилии[2].

### Ноябрь

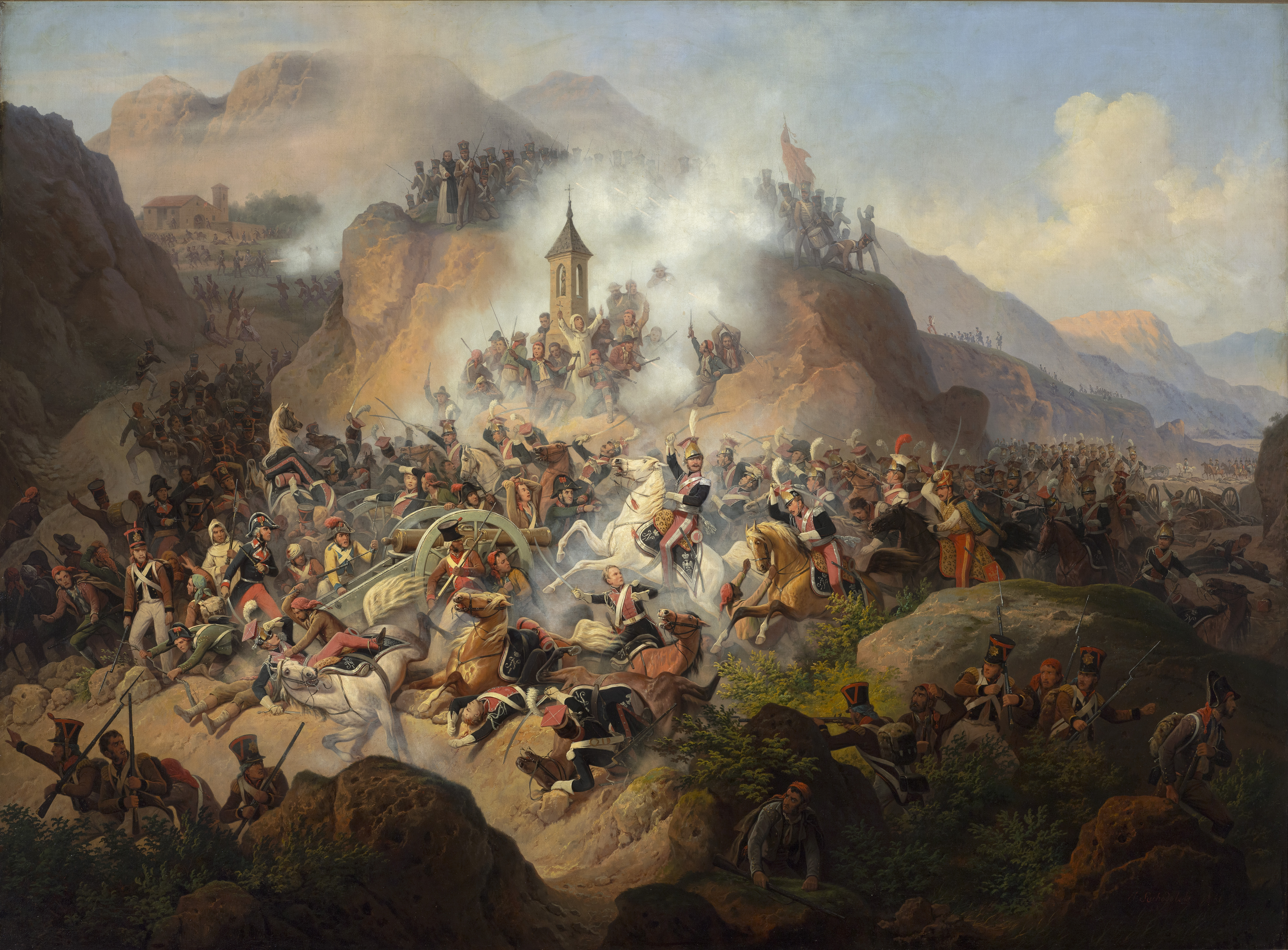
30 ноября:Сражение в ущелье Сомосьерра. Картина польского художника Януария Суходольского

- 5 ноября — Наполеон прибыл в Виторию к французской армии и развернул активные военные действия против восставших испанцев[1].
- 10 ноября — Наполеон разбил испанцев в сражении при Бургосе[20].
- 11 ноября — маршал Франции Франсуа Лефевр разбил испанцев при Эспиносе[1].
- 16 ноября — маршал Франции Никола Сульт вступил в Сантандер[1].
- 19 ноября — в Пруссии принят закон о городском самоуправлении[9].
- 23 ноября — французская армия нанесла поражение испанцам при Туделе[1].
- 24 ноября — в Пруссии отправлен в отставку кабинет Генриха Штейна. Новым главой правительства стал Карл Август фон Гарденберг[9].
- 30 ноября — в Испании армия Наполеона начала поход на Мадрид. Сражение в ущелье Сомосьерра[20].

### Декабрь

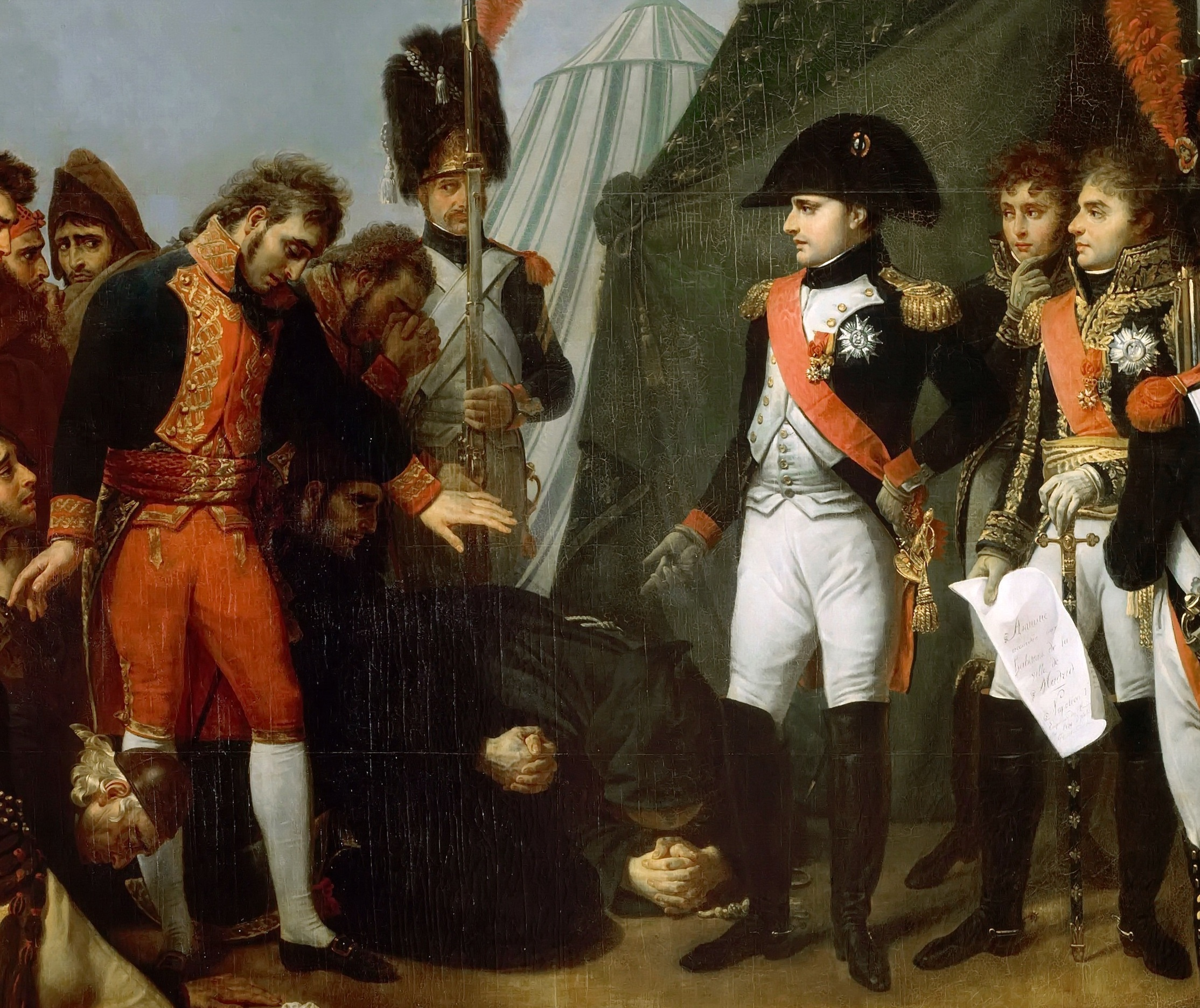
Капитуляция Мадрида 4 декабря 1808 года. С картины Антуана Гро

- 4 декабря — Наполеон вступил в Мадрид[20].
- 12 декабря — отменено крепостное право и феодальные повинности в великом герцогстве Бергском[6].
- 16 декабря — Наполеон объявил Генриха Штейна врагом Франции и Рейнского союза[9].
- 22 декабря — на большом благотворительном концерте-марафоне в Вене состоялась премьера сразу нескольких крупных произведений Бетховена, включая Симфонии № 5 и № 6.
- 28 декабря — в Пруссии принят закон о реформе провинциальной администрации[9].

## Родились
См. также: Категория:Родившиеся в 1808 году
- 16 февраля — Жан Батист Гюстав Планш, французский литературный и художественный критик (умер в 1857).
- 26 февраля — Оноре Домье, французский художник-график, живописец, скульптор, карикатурист (умер в 1879).
- 24 февраля — Томас Терри  (ум. 1886) — кубинский бизнес-магнат.
- 28 марта — Кнут Андреессен Бааде, норвежский живописец (умер в 1879).
- 20 апреля — Шарль Луи Наполеон, ставший известным как Наполеон III Бонапарт, племянник Наполеона I, президент Французской республики, император французов (умер в 1873).
- 22 мая — Жерар Лабрюни, ставший известным под псевдонимом Жерар де Нерваль, французский поэт (умер в 1855).
- 12 июля — Густав Йегер (ум. 1871) — немецкий художник, мастер исторической живописи; директор Лейпцигской академии художеств[21].
- 17 июня — Генрик Арнольд Вергеланд (ум. 1845), норвежский писатель-публицист.
- 13 июля — Патрис Мак-Магон, французский военный и государственный деятель (умер в 1893).
- 6 сентября — Абд аль-Кадир, арабский эмир, национальный герой Алжира (ум. 1883)
- 7 сентября — Вильям Линдлей, английский инженер, создатель первых по времени в Европе устройств для стоков, а также разнообразных сооружений, связанных с водоснабжением (прачечные, бани для беднейшего населения, каналы, и газопроводов; умер в 1900).
- 19 сентября — Теодор Мундт, немецкий писатель, критик, автор исследований по эстетике и теории литературы (умер в 1861).
- 6 октября — Фредерик VII, король Дании (умер в 1863).
- 12 октября — Проспер Виктор Консидеран (Prosper Victor Considerant), французский социалист-утопист, последователь Шарля Фурье (ум. 1893).
- 15 октября — Алексей Васильевич Кольцов, русский поэт (умер в 1842).

## Скончались
См. также: Категория:Умершие в 1808 году
- 13 марта — Король Дании, Кристиан VII (1749—1808).
- 12 декабря — Фёдор Степанович Рокотов, русский художник.